# Marinus van Reymerswale

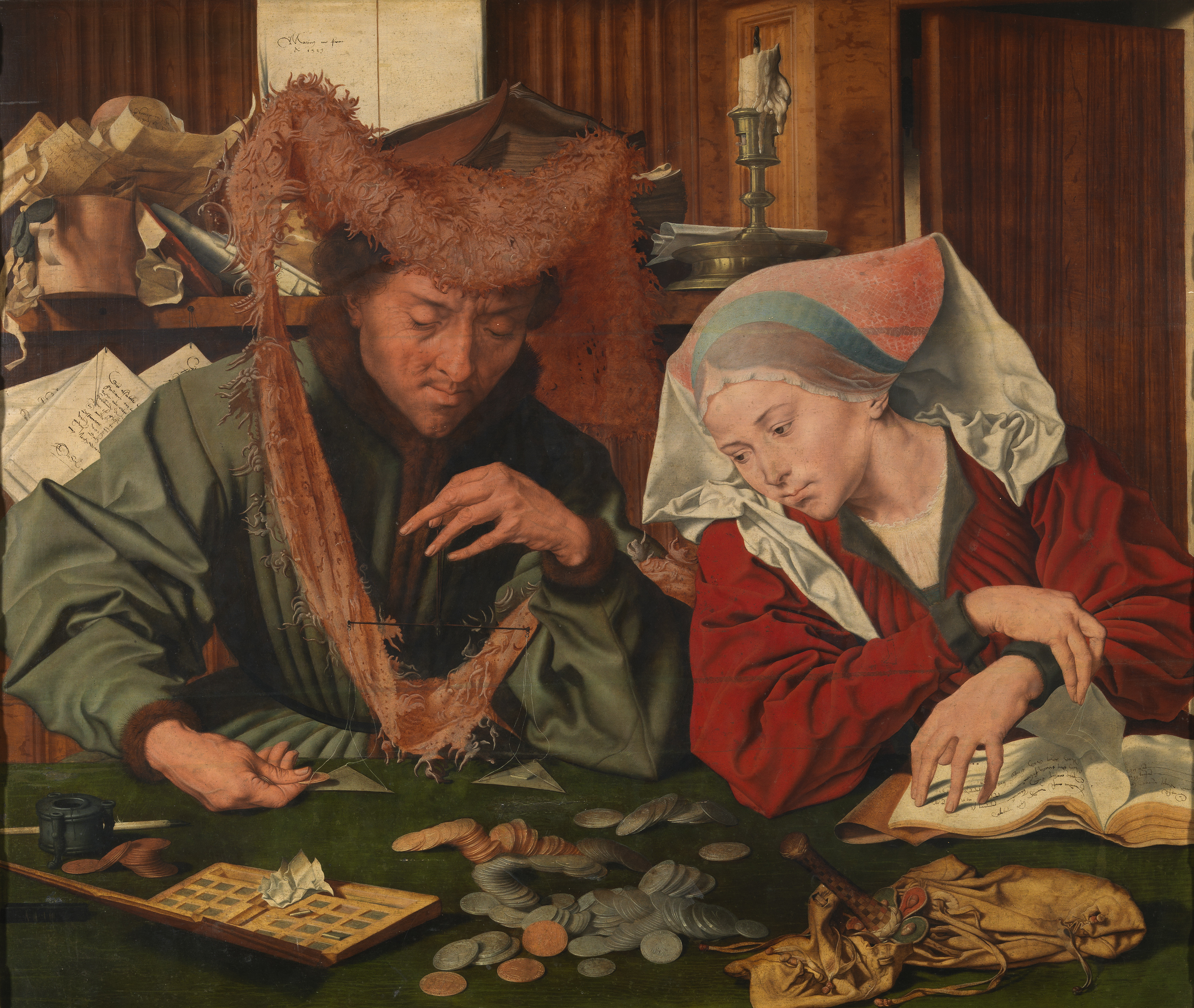
De geldwisselaar en zijn vrouw (1539), Museo del Prado, Madrid

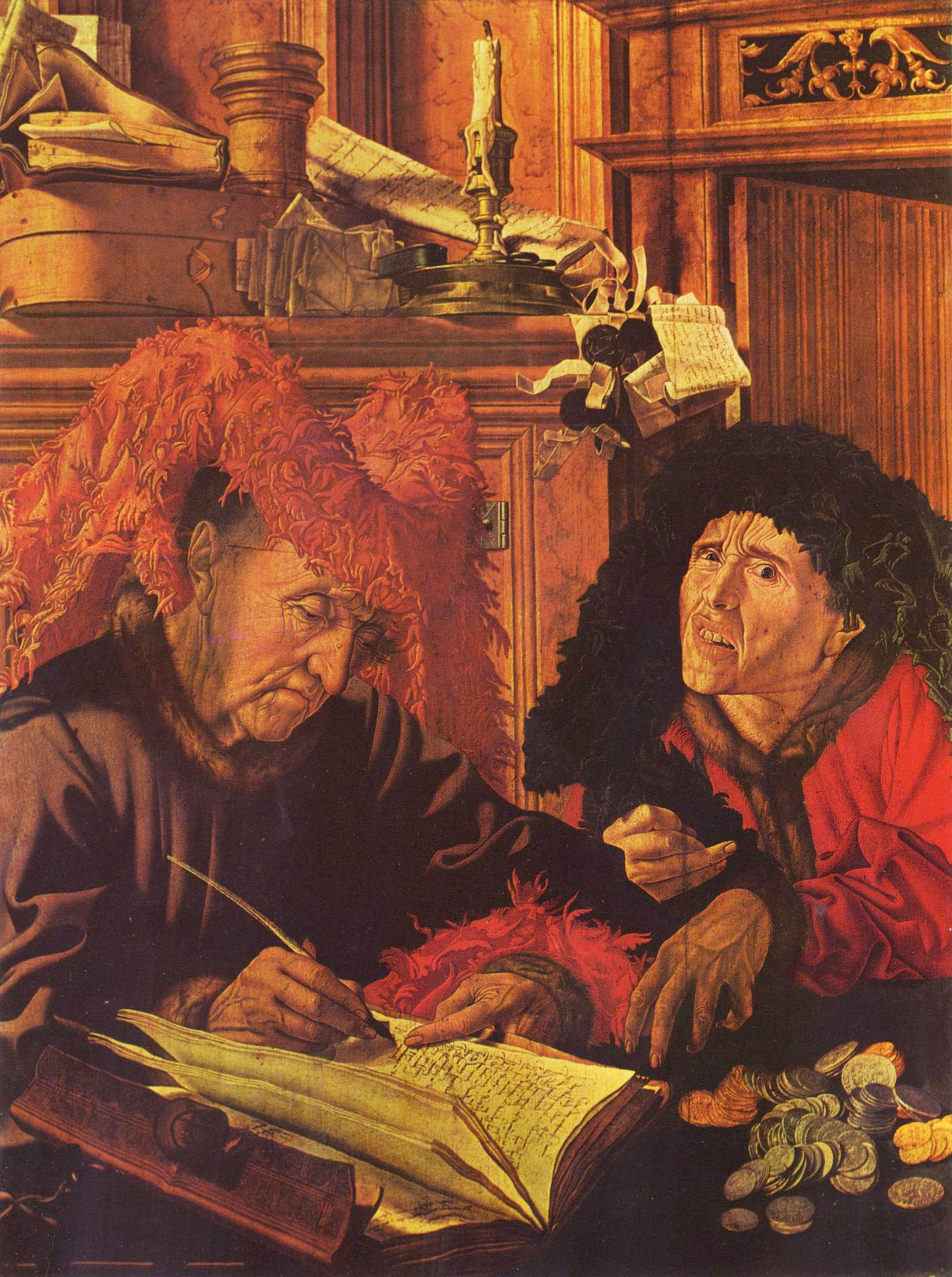
Twee belastingontvangers (ca. 1540), National Gallery, Londen

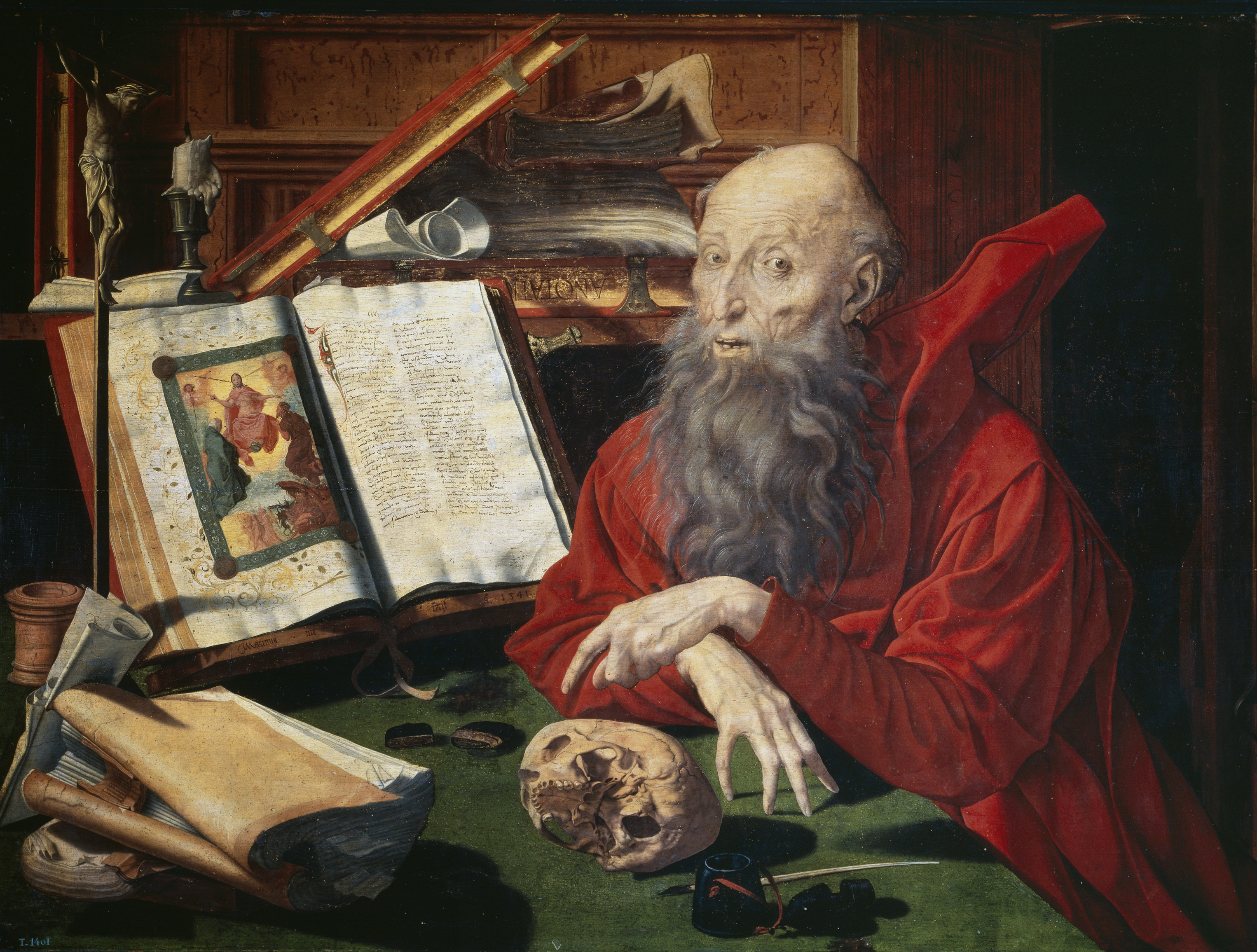
De heilige Hiëronymus in zijn studievertrek (1541), Museo del Prado, Madrid

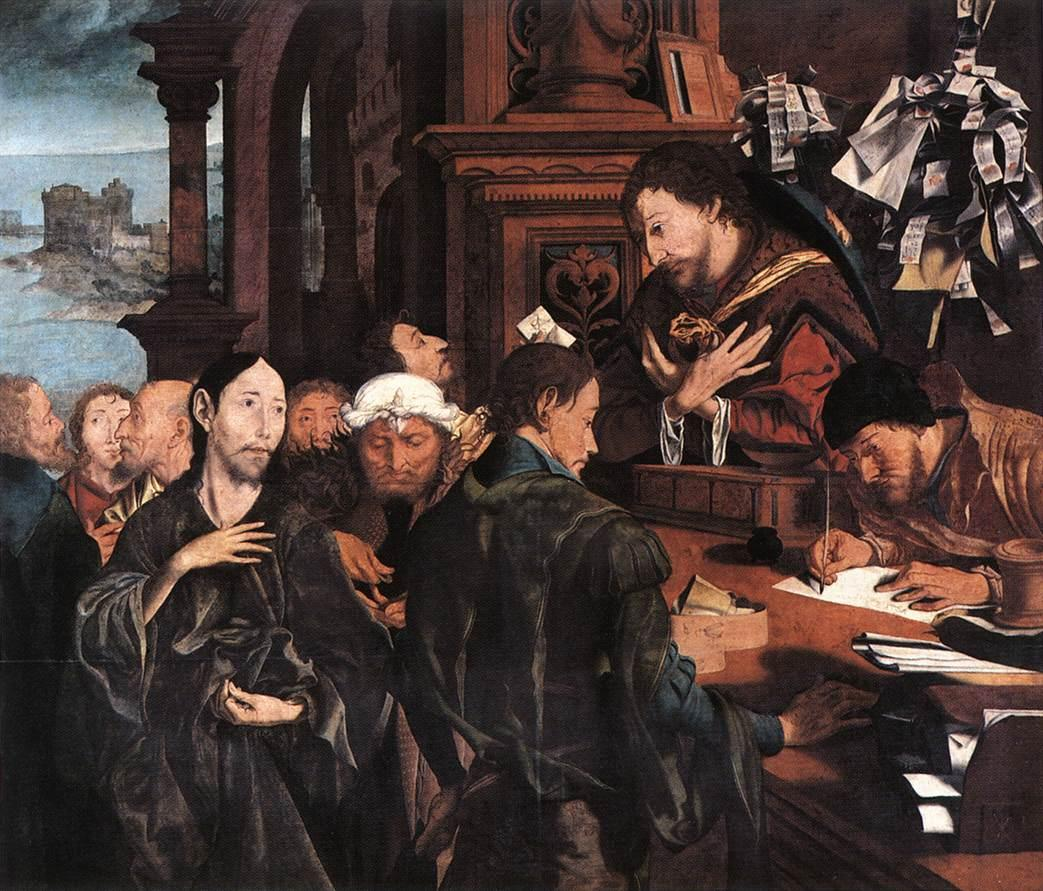
De roeping van Matteüs, Museum voor Schone Kunsten, Gent

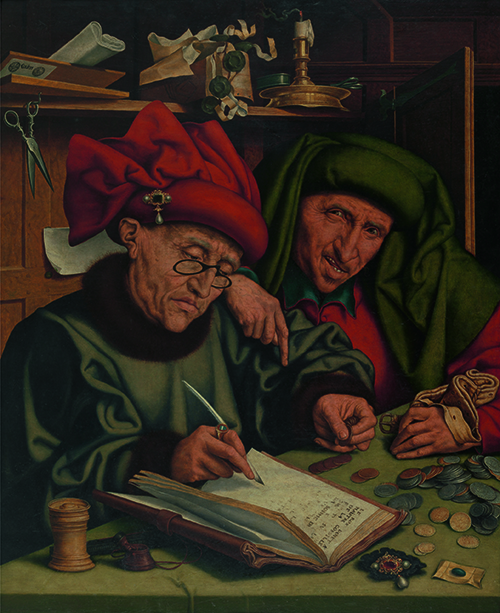
De belastingontvangers, 1520-1530, uit de collectie van The Phoebus Foundation

Marinus Claeszoon van Reymerswa(e)le (Reimerswaal, ca. 1490 - Goes, ca. 1546) was een kunstschilder die in Zeeland werkte van 1533-1545. Hij wordt ook wel Marinus de Seeu genoemd. Hij heeft zijn opleiding genoten aan de universiteit in Leuven (1504) en als schilder in Antwerpen (vanaf 1509).
Zijn naam is bekend van een klein aantal gesigneerde werken. Verder worden op stilistische gronden een groot aantal andere werken aan hem toegeschreven. Hij schilderde slechts een beperkt aantal thema's die verwant zijn aan die van Quinten Massijs (I) en vooral Albrecht Dürer:
- De geldwisselaar en zijn vrouw
- Twee belastingontvangers
- Het kabinet van een advocaat
- De heilige Hiëronymus in zijn studievertrek
- De roeping van Matteüs

Verder wordt een grote groep belastingontvangers ten onrechte aan Marinus toegeschreven. Zijn thema's waren populair en hebben vele navolgingen gekend, vandaar het aantal toeschrijvingen.

## Gesigneerd oeuvre
- Antwerpen, Koninklijk Museum voor Schone Kunsten
  - Heilige Hiëronymus van Betlehem (1541)
- Dresden, Gemäldegalerie Alte Meister
  - De geldwisselaar en zijn vrouw (1541)
- El Escorial, Escorial abdij
  - De geldwisselaar en zijn vrouw (1538)
- Florence, Bargello
  - De geldwisselaar en zijn vrouw (1540)
- Kopenhagen, Statens Museum for Kunst
  - De geldwisselaar en zijn vrouw (1540)
- Madrid, Museo del Prado
  - De heilige Hiëronymus in zijn studievertrek (1541?)
  - De geldwisselaar en zijn vrouw (1539)
  - De heilige Hiëronymus in zijn studievertrek (1541)
- München, Alte Pinakothek
  - Het kabinet van een advocaat (1542)
  - De geldwisselaar en zijn vrouw (1538)
- New Orleans, New Orleans Museum of Art
  - Het kabinet van een advocaat (1545)

## Overige authentieke werken in openbare verzamelingen
- Antwerpen, Koninklijk Museum voor Schone Kunsten
  - Twee belastingontvangers
- Dowaai, Musee des Chartreuses
  - De heilige Hiëronymus in zijn studievertrek
- Gent, Museum voor Schone Kunsten
  - De roeping van Matteüs
- Londen, National Gallery
  - Twee belastingontvangers (ca. 1540)
- Madrid, Museo Thyssen-Bornemisza
  - De roeping van Matteüs
- Madrid, Museo del Prado
  - Madonna met Kind
- Middelburg, Zeeuws Museum
  - De roeping van Matteüs
- Parijs, Louvre
  - Twee belastingontvangers (ca. 1540)
- Sint-Petersburg, Hermitage
  - De belastinginner en zijn vrouw
  - Twee belastingontvangers
- Warschau, Muzeum Narodowe
  - Twee belastingontvangers
- Wenen, Kunsthistorisches Museum
  - De onrechtvaardige rentmeester
- Antwerpen, The Phoebus Foundation
  - De belastingontvangers, 1520-1530